# Liste des députés de la Guadeloupe

## Les députés de laGuadeloupe

### États généraux de 1789 - Assemblée nationale - Assemblée nationale constituante
Les États généraux de 1789, convoqués par Louis XVI pour résoudre la crise financière et l'endettement du royaume de France, siégèrent du 5 mai 1789 au 27 juin 1789.
Ils se sont transformés en Assemblée nationale le 17 juin 1789 et en Assemblée nationale constituante le 9 juillet 1789.
| Circonscription                  | Député élu                               | Ordre | Ordre    |
| -------------------------------- | ---------------------------------------- | ----- | -------- |
| Comité des Colons de Paris       | Louis de Curt                            |       | Noblesse |
| Comité des Colons de Paris       | Gaspard de Galbert                       |       | Noblesse |
| Sénéchaussée de la Basse-Terre   | Hilaire-François Chabert de La Charrière |       | Noblesse |
| Sénéchaussée de la Grande-Terre  | Jean Nadal de Saintrac                   |       | Noblesse |
| Sénéchaussée de la Marie-Galante | Robert Jean-Baptiste Coquille            |       | Noblesse |

- Les deux premiers siègent à la suite d'un décret du 25 septembre 1789. Les trois autres à la suite du décret du 27 juillet 1790.

### L'Assemblée nationale législative (octobre 1791-septembre 1792)
Pas de données concernant d'éventuel députés de Guadeloupe à cette assemblée.

### Convention nationale
La Convention nationale est l'assemblée qui assura le pouvoir exécutif de la Première République française du 10 août 1792 au 1er novembre 1795 et vota l'abolition de l'esclavage le 16 pluviose an II (4 février 1794)
- 1792 : Pierre Joseph Lion, Basse-Terre[2], Guadeloupe, 19 mars 1737 - † inconnue[3]. Élu premier suppléant le 28 octobre 1792, titulaire le 18 avril 1793, à la mort de Guillermin[4]. En Guadeloupe, Pierre Joseph Lion est entrepreneur de spectacle[5].

### Conseil des Cinq-Cents
Le Conseil des Cinq-Cents est l'assemblée législative française qui a siégé entre le 22 août 1795 et le 9 novembre 1799.
- 1795 : Pierre Joseph Lion est membre du Conseil jusqu'en 1797[6].

- 1795 : Jean Victor JASTRAM, date de naissance inconnue - † 15 avril 1800 à Paris[7]. "Jastram (Jean-Victor), » législateur, né à Port-Louis, Guadeloupe, mort à Paris en avril 1800 ; fut élu, le 21 germinal an VII (10 avril 1799), député de la Guadeloupe ..."[8]

## Seconde République (1848-1851)

### Assemblée constituante (1848-1849)
|                        | Député élu                | Parti ou Nuance | Parti ou Nuance | Groupe         |
| ---------------------- | ------------------------- | --------------- | --------------- | -------------- |
| Circonscription unique | Charles Dain              |                 | Montagne        | Extrême gauche |
| Circonscription unique | Louisy Mathieu            |                 | Montagne        | Extrême gauche |
| Circonscription unique | Auguste-François Perrinon |                 | Montagne        | Gauche         |

### Assemblée législative (1849)
|                           | Député élu | Parti ou Nuance | Parti ou Nuance | Groupe |
| ------------------------- | ---------- | --------------- | --------------- | ------ |
| Circonscription unique    |            |                 |                 |        |
| Victor Schœlcher          |            | Montagne        | Montagne        |        |
| Auguste-François Perrinon |            | Montagne        | Montagne        |        |

### 2e Assemblée législative (1850-1851)
|                           | Député élu | Parti ou Nuance | Parti ou Nuance | Groupe |
| ------------------------- | ---------- | --------------- | --------------- | ------ |
| Circonscription unique    |            |                 |                 |        |
| Victor Schœlcher          |            | Montagne        | Montagne        |        |
| Auguste-François Perrinon |            | Montagne        | Montagne        |        |

## Troisième République (1870-1940)

### Assemblée nationale (1871-1876)
|                        | Député élu                       | Parti ou Nuance | Parti ou Nuance    | Groupe              |  |
| ---------------------- | -------------------------------- | --------------- | ------------------ | ------------------- |  |
| Circonscription unique | Melvil-Bloncourt (1871-1874)     |                 | Radical            | Extrême gauche      |  |
| Circonscription unique | Théodore Lacascade (1875-1876)   |                 | Républicain modéré | Union républicaine  |  |
| Circonscription unique |                                  |                 |                    |                     |  |
| Circonscription unique | Louis Adolphe Rollin (1871-1873) |                 | Républicain modéré | Gauche républicaine |  |
| Circonscription unique | Germain Casse (1873-1876)        |                 | Radical            | Union républicaine  |  |

- Assemblée constituante unique. Les autres Assemblées nationales sont les réunions des deux chambres à Versailles tous les sept ans pour l'élection du président de la République puis l'Assemblée nationale tenue à Vichy le 10 juillet 1940.

### Chambre des députés - Ière législature (1876-1877)
|                        | Député élu         | Parti ou Nuance | Parti ou Nuance    | Groupe             |
| ---------------------- | ------------------ | --------------- | ------------------ | ------------------ |
| Circonscription unique | Théodore Lacascade |                 | Républicain modéré | Union républicaine |

- Assemblée dissoute par Patrice de Mac Mahon.

### Chambre des députés - IIe législature (1877-1879)
|                        | Député élu         | Parti ou Nuance | Parti ou Nuance    | Groupe             |
| ---------------------- | ------------------ | --------------- | ------------------ | ------------------ |
| Circonscription unique | Théodore Lacascade |                 | Républicain modéré | Union républicaine |

### Chambre des députés - IIe législature (1879-1881)
|                        | Député élu  | Parti ou Nuance | Parti ou Nuance    | Groupe             |
| ---------------------- | ----------- | --------------- | ------------------ | ------------------ |
| Circonscription unique | Émile Réaux |                 | Républicain modéré | Union républicaine |

### Chambre des députés - IIIe législature (1881-1885)
| Circonscription | Député sortant         | Parti ou Nuance | Parti ou Nuance    | Groupe             |
| --------------- | ---------------------- | --------------- | ------------------ | ------------------ |
| 1re             | Gaston Gerville-Réache |                 | Radical            | Extrême gauche     |
| 2e              | Gaston Sarlat          |                 | Républicain modéré | Union républicaine |

### Chambre des députés - IVe législature (1885-1889)
|                        | Député élu             | Parti ou Nuance | Parti ou Nuance    | Groupe            |
| ---------------------- | ---------------------- | --------------- | ------------------ | ----------------- |
| Circonscription unique | Gaston Gerville-Réache |                 | Radical            | Union des gauches |
| Circonscription unique | Gaston Sarlat          |                 | Républicain modéré | Union des gauches |

### Chambre des députés - Ve législature (1889-1893)
| Circonscription | Député sortant         | Parti ou Nuance | Parti ou Nuance    | Groupe            |
| --------------- | ---------------------- | --------------- | ------------------ | ----------------- |
| 1re             | Gaston Gerville-Réache |                 | Radical            | Union des gauches |
| 2e              | Émile Réaux            |                 | Républicain modéré | Union des gauches |

### Chambre des députés - VIe législature (1893-1898)
| Circonscription | Député sortant         | Parti ou Nuance | Parti ou Nuance | Groupe             |
| --------------- | ---------------------- | --------------- | --------------- | ------------------ |
| 1re             | Gaston Gerville-Réache |                 | Radical         | Union progressiste |
| 2e              | Auguste Isaac          |                 | Radical         | Gauche radicale    |

### Chambre des députés - VIIe législature (1898-1902)
| Circonscription | Député sortant         | Parti ou Nuance | Parti ou Nuance | Groupe             |
| --------------- | ---------------------- | --------------- | --------------- | ------------------ |
| 1re             | Gaston Gerville-Réache |                 | Radical         | Union progressiste |
| 2e              | Hégésippe Légitimus    |                 | Socialiste      | Union socialiste   |

### Chambre des députés - VIIe législature (1902-1906)
| Circonscription | Député sortant              | Parti ou Nuance | Parti ou Nuance           | Groupe                   |
| --------------- | --------------------------- | --------------- | ------------------------- | ------------------------ |
| 1re             | Gaston Gerville-Réache      |                 | Radical                   | Gauche radicale          |
| 2e              | Alfred Léon Gérault-Richard |                 | Parti socialiste français | Socialiste parlementaire |

- Gaston Gerville-Réache est vice-président de la Chambre en 1904-1906.

### Chambre des députés - IXe législature (1906-1910)
| Circonscription | Député sortant              | Parti ou Nuance | Parti ou Nuance           | Groupe                   |
| --------------- | --------------------------- | --------------- | ------------------------- | ------------------------ |
| 1re             | Alfred Léon Gérault-Richard |                 | Parti socialiste français | Socialiste parlementaire |
| 2e              | Hégésippe Légitimus         |                 | Parti socialiste français | Socialiste parlementaire |

### Chambre des députés - Xe législature (1910-1914)
| Circonscription | Député sortant                          | Parti ou Nuance | Parti ou Nuance              | Groupe                 |
| --------------- | --------------------------------------- | --------------- | ---------------------------- | ---------------------- |
| 1re             | Alfred Léon Gérault-Richard (1910-1911) |                 | Parti républicain-socialiste | Républicain socialiste |
| 1re             | Gratien Candace (1912-1914)             |                 | Parti républicain-socialiste | Républicain socialiste |
|                 |                                         |                 |                              |                        |
| 2e              | Hégésippe Légitimus                     |                 | Parti républicain-socialiste | Républicain socialiste |

### Chambre des députés - XIe législature (1914-1919)
| Circonscription | Député sortant        | Parti ou Nuance | Parti ou Nuance        | Groupe                                    |
| --------------- | --------------------- | --------------- | ---------------------- | ----------------------------------------- |
| 1re             | Gratien Candace       |                 | Fédération des gauches | Union républicaine radicale et socialiste |
| 2e              | Achille René-Boisneuf |                 | Radical-socialiste     | Radical socialiste                        |

### Chambre des députés - XIIe législature (1919-1924)
|                        | Député élu            | Parti ou Nuance | Parti ou Nuance              | Groupe                 |
| ---------------------- | --------------------- | --------------- | ---------------------------- | ---------------------- |
| Circonscription unique | Gratien Candace       |                 | Parti républicain-socialiste | Républicain socialiste |
| Circonscription unique | Achille René-Boisneuf |                 | Radical-socialiste           | Radical socialiste     |

### Chambre des députés - XIIe législature (1924-1928)
|                        | Député élu           | Parti ou Nuance | Parti ou Nuance              | Groupe                                        |
| ---------------------- | -------------------- | --------------- | ---------------------------- | --------------------------------------------- |
| Circonscription unique | Gratien Candace      |                 | Parti républicain-socialiste | Républicain socialiste et socialiste français |
| Circonscription unique | Armand Jean-François |                 | Radical-socialiste           | Radical socialiste                            |

### Chambre des députés - XIVe législature (1928-1932)
| Circonscription | Député sortant  | Parti ou Nuance | Parti ou Nuance     | Groupe             |
| --------------- | --------------- | --------------- | ------------------- | ------------------ |
| 1re             | Gratien Candace |                 | Radical indépendant | Gauche radicale    |
| 2e              | Eugène Graëve   |                 | Radical-socialiste  | Radical socialiste |

### Chambre des députés - XVe législature (1932-1936)
| Circonscription | Député sortant  | Parti ou Nuance | Parti ou Nuance     | Groupe             |
| --------------- | --------------- | --------------- | ------------------- | ------------------ |
| 1re             | Gratien Candace |                 | Radical indépendant | Gauche radicale    |
| 2e              | Eugène Graëve   |                 | Radical-socialiste  | Radical socialiste |

### Chambre des députés - XVIe législature (1936-1940-1942)
| Circonscription | Député sortant   | Parti ou Nuance | Parti ou Nuance               | Groupe                                       |
| --------------- | ---------------- | --------------- | ----------------------------- | -------------------------------------------- |
| 1re             | Gratien Candace  |                 | Radical indépendant           | Gauche démocratique et radicale indépendante |
| 2e              | Maurice Satineau |                 | Union socialiste républicaine | Union socialiste et républicaine             |

- Gratien Candace est élu vice-président de la Chambre des députés en 1938 à une large majorité. Il est réélu au perchoir au 3ᵉ tour en 1939 par des voix de gauche, après négociations.
- Maurice Satineau effectue son seul mandat de député avec la particularité d'avoir été proclamé élu malgré vraisemblablement une fraude massive et une victoire revenant à son adversaire.

## Quatrième République

### 1relégislature (1946-1951)
| Député          | Parti |
| --------------- | ----- |
| Rosan Girard    | PCF   |
| Paul Valentino  | SFIO  |
| Gerty Archimède | PCF   |

### IIe législature (1951-1955)
| Député          | Parti |
| --------------- | ----- |
| Rosan Girard    | PCF   |
| Furcie Tirolien | RPF   |
| Paul Valentino  | SFIO  |

### IIIe législature (1956-1958)
| Député             | Parti |
| ------------------ | ----- |
| Rosan Girard       | PCF   |
| Furcie Tirolien    | RS    |
| Pierre Monnerville | SFIO  |

## Cinquième République

### 1relégislature (1958-1962)
| Circonscription     | Député             | Parti | Suppléant        |
| ------------------- | ------------------ | ----- | ---------------- |
| 1re circonscription | Médard Albrand     | UNR   | Adrien Bourgarel |
| 2e circonscription  | Pierre Monnerville | SFIO  | Omer Ninine      |
| 3e circonscription  | Gaston Feuillard   | CNI   | Pierre Pagesy    |

NB - Assemblée dissoute par Charles de Gaulle.

### IIe législature (1962-1967)
| Circonscription     | Député             | Parti   | Suppléant        |
| ------------------- | ------------------ | ------- | ---------------- |
| 1re circonscription | Médard Albrand     | UNR-UDT | Adrien Bourgarel |
| 2e circonscription  | Pierre Monnerville | SFIO    | Omer Ninine      |
| 3e circonscription  | Gaston Feuillard   | RI      | Pierre Pagesy    |

### IIIe législature (1967-1968)
| Circonscription     | Député           | Parti | Suppléant        |
| ------------------- | ---------------- | ----- | ---------------- |
| 1re circonscription | Paul Valentino   | UD-Ve | Paul Gresse      |
| 2e circonscription  | Paul Lacavé      | PCG   | Mme George Tarer |
| 3e circonscription  | Albertine Baclet | UD-Ve | Robert Tamas     |

NB - Assemblée dissoute par Charles de Gaulle.

### IVe législature (1968-1973)
| Circonscription     | Député           | Parti | Suppléant        |
| ------------------- | ---------------- | ----- | ---------------- |
| 1re circonscription | Léopold Hélène   | UDR   |                  |
| 2e circonscription  | Paul Lacavé      | PCF   | Mme George Tarer |
| 3e circonscription  | Gaston Feuillard | UDR   | Pierre Renaison  |

### Ve législature (1973-1978)
| Circonscription     | Député                                            | Parti       | Suppléant                                |
| ------------------- | ------------------------------------------------- | ----------- | ---------------------------------------- |
| 1re circonscription | Léopold Hélène (1973) Hégésippe Ibéné (1973-1978) | UDR PCG     | Marlène Captant (suppléante de L.Hélène) |
| 2e circonscription  | Frédéric Jalton                                   | Non-inscrit | Charles Gabriel                          |
| 3e circonscription  | Raymond Guilliod                                  | UDR         | Camille Rousseau                         |

### VIe législature (1978-1981)
| Circonscription     | Député           | Parti | Suppléant          |
| ------------------- | ---------------- | ----- | ------------------ |
| 1re circonscription | José Moustache   | RPR   | Daniel Rinaldo     |
| 2e circonscription  | Mariani Maximin  | RPR   | Marcel Lacoma      |
| 3e circonscription  | Raymond Guilliod | RPR   | Germain Jean-Louis |

NB - Assemblée dissoute par François Mitterrand.

### VIIe législature (1981-1986)
| Circonscription     | Député             | Parti | Suppléant          |
| ------------------- | ------------------ | ----- | ------------------ |
| 1re circonscription | Ernest Moutoussamy | PCG   | Georges Mérault    |
| 2e circonscription  | Frédéric Jalton    | PS    | Alexius de Lacroix |
| 3e circonscription  | Marcel Esdras      | DVD   | Germain Jean-Louis |

### VIIIe législature (1986-1988)
| Député                                                       | Parti          |
| ------------------------------------------------------------ | -------------- |
| Henri Beaujean                                               | DVD (app. RPR) |
| Frédéric Jalton                                              | PS             |
| Lucette Michaux-Chevry (1986) Édouard Chammougon (1986-1988) | RPR            |
| Ernest Moutoussamy                                           | PCG            |

NB - Assemblée dissoute par François Mitterrand.

### IXe législature (1988-1993)
| Circonscription     | Député                 | Parti         | Suppléant        |
| ------------------- | ---------------------- | ------------- | ---------------- |
| 1re circonscription | Frédéric Jalton        | PS            | François Paméole |
| 2e circonscription  | Ernest Moutoussamy     | PCG puis PPDG | Julien Chovino   |
| 3e circonscription  | Dominique Larifla      | PS            | Daniel Jean      |
| 4e circonscription  | Lucette Michaux-Chevry | RPR           | Philippe Chaulet |

### Xe législature (1993-1997)
| Circonscription     | Député                                                                             | Parti  | Suppléant        |
| ------------------- | ---------------------------------------------------------------------------------- | ------ | ---------------- |
| 1re circonscription | Frédéric Jalton (1993-1995) décédé en cours de mandat Patrice Tirolien (1995-1997) | PS     | Patrice Tirolien |
| 2e circonscription  | Ernest Moutoussamy                                                                 | PPDG   |                  |
| 3e circonscription  | Édouard Chammougon (1993-1994) élection invalidée Léo Andy (1995-1997)             | RPR PS |                  |
| 4e circonscription  | Lucette Michaux-Chevry                                                             | RPR    | Philippe Chaulet |

NB - Assemblée dissoute par Jacques Chirac.

### XIe législature (1997-2002)
| Circonscription     | Député             | Parti        | Suppléant(e)                 |
| ------------------- | ------------------ | ------------ | ---------------------------- |
| 1re circonscription | Daniel Marsin      | GUSR app.PS  | Marlène Miraculeux-Bourgeois |
| 2e circonscription  | Ernest Moutoussamy | PPDG app.PCF | Marcellin Lubeth             |
| 3e circonscription  | Léo Andy           | GUSR app.PS  | Félix Desplan                |
| 4e circonscription  | Philippe Chaulet   | RPR          | Luc Adémar                   |

### XIIe législature (2002-2007)
| Circonscription     | Député                  | Parti           | Suppléant        |
| ------------------- | ----------------------- | --------------- | ---------------- |
| 1re circonscription | Éric Jalton             | DVG Non-inscrit | Jacques Cornano  |
| 2e circonscription  | Gabrielle Louis-Carabin | UMP             | Laurent Bernier  |
| 3e circonscription  | Joël Beaugendre         | UMP             | Richard Yacou    |
| 4e circonscription  | Victorin Lurel          | PS              | Louis Mussington |

### XIIIe législature (2007-2012)
| Circonscription     | Député                  | Parti                   | Suppléant        |
| ------------------- | ----------------------- | ----------------------- | ---------------- |
| 1re circonscription | Éric Jalton             | DVG (Groupe Socialiste) | Jacques Cornano  |
| 2e circonscription  | Gabrielle Louis-Carabin | UMP                     | Laurent Bernier  |
| 3e circonscription  | Jeanny Marc             | GUSR                    | Guy Losbar       |
| 4e circonscription  | Victorin Lurel          | PS                      | Louis Mussington |

### XIVe législature (2012-2017)
| Circonscription     | Député                  | Parti            | Suppléant(e)                |
| ------------------- | ----------------------- | ---------------- | --------------------------- |
| 1re circonscription | Éric Jalton             | PS               | Georges Hermin              |
| 2e circonscription  | Gabrielle Louis-Carabin | DVG (app. PS)    | Christian Baptiste          |
| 3e circonscription  | Ary Chalus              | GUSR (app. RRDP) | Sonia Taillepierre          |
| 4e circonscription  | Victorin Lurel          | PS               | Hélène Vainqueur-Christophe |

### XVelégislature(2017–2022)
| Circonscription     | Député                      | Parti | Parti | Suppléant(e)                 | Autre mandat                                        |
| ------------------- | --------------------------- | ----- | ----- | ---------------------------- | --------------------------------------------------- |
| 1re circonscription | Olivier Serva               |       | REM   | Marlène Miraculeux-Bourgeois | Vice-président du Conseil régional de la Guadeloupe |
| 2e circonscription  | Justine Benin               |       | DVG   | Ghylaine Jeanne              | Conseillère départementale du canton du Moule       |
| 3e circonscription  | Max Mathiasin               |       | DVG   | Jose Kandassamy              |                                                     |
| 4e circonscription  | Hélène Vainqueur-Christophe |       | PS    | Manuelle Avril               | Maire de Trois-Rivières                             |

### XVIelégislature(2022-2024)
| Circonscription     | Député             | Parti | Parti       | Suppléant(e)        | Autre mandat                                                            |
| ------------------- | ------------------ | ----- | ----------- | ------------------- | ----------------------------------------------------------------------- |
| 1re circonscription | Olivier Serva      |       | DVG         | Sandra Manette      |                                                                         |
| 2e circonscription  | Christian Baptiste |       | PPDG        | Natasha Gordon      | Maire de Sainte-Anne                                                    |
| 3e circonscription  | Max Mathiasin      |       | MoDem diss. | Didier Maricel      |                                                                         |
| 4e circonscription  | Élie Califer       |       | PS          | Nadia Carle-Martias | Maire de Saint-Claude Conseiller départemental du canton de Basse-Terre |

### XVIIelégislature(2024-)
| Circonscription     | Député             | Parti | Parti  | Groupe     | Suppléant(e)        | Autre mandat                            |
| ------------------- | ------------------ | ----- | ------ | ---------- | ------------------- | --------------------------------------- |
| 1re circonscription | Olivier Serva      |       | Utiles | LIOT       | Sandra Manette      |                                         |
| 2e circonscription  | Christian Baptiste |       | PPDG   | SOC (app.) | Natasha Gordon      |                                         |
| 3e circonscription  | Max Mathiasin      |       | DVG    | LIOT       | Didier Maricel      |                                         |
| 4e circonscription  | Élie Califer       |       | FGPS   | SOC (app.) | Nadia Carle-Martias | Conseiller départemental de Basse-Terre |

### Liste des députés du département de la Guadeloupe
Les députés du département de la Guadeloupe sont présentés ci-dessous par ordre chronologique de naissance d'après la base de données historiques des députés français depuis 1789 du Conseil des Cinq-Cents, de la Chambre des députés devenue après 1945 l'Assemblée nationale française.		
- Pierre Joseph Lion
- Jean Victor Jastram
- Élie Louis Dupuch
- Jean-Baptiste Louis Thirus de Pautrizel
- Victor Schœlcher
- François Auguste Perrinon
- Charles Dain
- Louisy Mathieu
- Melvil-Bloncourt
- Louis Adolphe Rollin
- Eugène Casse
- Théodore Lacascade
- Emile Marie Auguste Réaux
- Auguste Isaac
- Gaston Sarlat
- Gaston Marie Sidoine Théonicle Gerville-Réache
- Alfred-Léon Gérault-Richard
- Hégésippe Jean Légitimus
- Achille René-Boisneuf
- Gratien Candace
- Armand Jean-François
- Eugène Graëve
- Furcie Tirolien
- Maurice Satineau
- Eugénie Éboué-Tell
- Pierre Monnerville
- Médard Albrand
- Paul Calixte Valentino
- Gaston Emmanuel Victor Feuillard
- Gerty Marie Bernadette Archimède
- Rosan Girard
- Paul Lacavé
- Hégésippe Ibéné
- Mariani Maximin
- Raymond Guilliod
- Albertine Baclet
- Frédéric Jalton
- Henri Beaujean
- Léopold Hélène
- Marcel Esdras
- Lucette Michaux-Chevry
- José Moustache
- Dominique Larifla
- Édouard Chammougon
- Léo Andy
- Ernest Moutoussamy
- Philippe Chaulet
- Gabrielle Louis-Carabin
- Patrice Tirolien
- Joël Beaugendre
- Jeanny Marc
- Victorin Lurel
- Daniel Marsin
- Éric Jalton
- Ary Chalus

## Webographie
- French colony of Guadeloupe, French administrators, Representatives of Guadeloupe to the french parliament, Consulté le 28 février 2009.